# Макаров, Антон Валерьевич
Антон Валерьевич Макаров (род. 1 декабря 1995, г. Жуковский, Россия) — российский музыкант, композитор, мульти-инструменталист и продюсер.

## Музыкальная карьера
Родился в подмосковном городе Жуковский в семье бухгалтера и инженера. Начал осваивать гитару в направлении рок, джаз и фламенко с 11 лет, параллельно занимаясь самообразованием на различных музыкальных инструментах. На волне интереса к рок-музыке начал участвовать в локальных коллективах и записывать собственный материал с 2009 года. Заметным проектом на локальной сцене стала группа The Greens, исполняющий англоязычный блюз-рок. Коллектив был отмечен фестивальными выступлениями по России, наградами на конкурсах, участием в телевизионных и радио-передачах.
Окончил в звании магистра факультет французского языка Московского государственнего лингвистического университета (бывш. Инстит иностранных языков им. Мориса Тореза). Стажировался в Финляндии (2010), Чехии (2012) и Франции (2014) параллельно совмещая обучение с музыкой. Подрабатывал преподавателем и библиотекарем, выступал в небольших клубах и барах, помогал записывать музыку коллегам по сцене (прим. альбом «23» совместно с Олегом Гаркушей).
С 2013 по 2019 год выступал в России и в Европе сольно с комбинированной программой на английском и русском языке, выпустил 4 альбома, которые были высоко отмечены критиками и музыкальными соратниками. Провёл гастрольный тур, выступая на разогреве с Миджем Юром (Ultravox) в Германии, а так же был специальным гостем на сольном концерте Хью Корнуэлла (The Stranglers) в Берлине.
В начале двадцатых годов организовывает новую группу Диктофон, входит в состав группы Свидание и становится концертным участником группы Дайте Танк (!), продолжая продюсерскую деятельность с инди-коллективами. В период с 2020 по 2024 активно гастролирует по России и выпускает авторский материал под эгидой группы Диктофон. С 2024 года концентрируется на сольной деятельности, записывая новый материал и продолжая концертную деятельность по стране.
В 2025 году принял участие в фильме-опере "Сингулярное Закулисье Оберманекен". Премьера состоялась в Электротеатр Станиславский

## Личная жизнь
Женат на актрисе Театра на Бронной и инди-поп исполнительнице - Анастасии Тереле. Ведёт закрытый образ жизни.

## Дискография
В качестве сольного исполнителя:
Полноформатные альбомы (LP):
- The Office Man (2015)
- Чёрный Кабинет (2016)
- Roses/Orchids (2017)
- Monochrome (2019)

Диктофон (LP):
- Хотелось (2021)
- Звуки природы (2022)
- Жестокие романсы (2023)
- Чутка, ещё чутка (2024)
- Макаров Хостел (2025)

В качестве продюсера/композитора/участника проекта:
Полноформатные альбомы (LP):
- The Reporters — The Reporters (S/T 2018)
- Олег Гаркуша — 23 (2019)
- Свидание - Музыка глаз (2020)
- Репортёр - Один (2021)
- Terelya - Так и должно быть (2021)
- Mika Vino - Мир другой (2021)
- Сансара - Станция «Отдых» (2021)
- Найк Борзов - Потеряный среди звёд (2022, композиции «Пещерный» и «Изъян»)
- Свидание - Ангела ко сну (2022)
- Mika Vino - Мрачный (2022)
- Свидание - №7 (2023)
- Terelya - Инструкция по уходу (2024)